# Acido acetoidrossamico
Acido acetoidrossamico, chiamato anche N-idrossiacetammide o N-acetilidrossilamina,è l'ossima dell'acido acetico.
L'acido acetoidrossamico è un composto di sintesi ottenuto da idrossilamina cloridrato ed etile acetato. 
È un inibitore delle ureasi, strutturalmente simile all'urea e all'idrossiurea. Differisce dall'idrossiurea per la presenza di un gruppo metilico al posto di un gruppo aminico. Il gruppo N-idrossiformamide sembra responsabile dell'inibizione dell'ureasi.
Si presenta in polvere o granuli incolori o bianchi. Molto solubile in acqua e in alcool; praticamente insolubile in acetone, il pH di una soluzione acquosa è di 9,39.
Per la sua identificazione si aggiungono a 10 ml di una soluzione al 2% due gocce di potassio permanganato soluzione: la colorazione rosa del permanganato scompare.
La determinazione quantitativa viene effettuata per via colorimetrica usando una soluzione di acido acetoidrossamico (250 mg) in 500 ml di acido cloridrico 0,1 N e facendo reagire con soluzione di FeCl 3 al 2%. La lettura si effettua a 502 nm contro standard.

## Farmacodinamica
L'acido acetoidrossamico inibisce in maniera irreversibile e non competitiva l'enzima ureasi responsabile della scissione dell'urea. L'idrolisi dell'urea porta ad un aumento delle concentrazioni urinarie di ammoniaca, bicarbonati e carbonati nonché ad un aumento del pH urinario. L'inibizione di questo processo impedisce l'alcalinizzazione delle urine da parte di batteri produttori di ureasi e, nello stesso tempo, potenzia l'azione di alcuni antibiotici nei confronti di tali batteri. Inoltre, inibendo la produzione di ammoniaca, bicarbonato e carbonato, l'acido acetoidrossamico sembra inibire indirettamente la formazione o l'ingrossamento di cristalli e di calcoli nelle urine infette da batteri produttori di ureasi.

## Farmacocinetica
L'acido acetoidrossamico è assorbito dal tratto gastrointestinale e raggiunge livelli plasmatici massimi entro un'ora dalla somministrazione. L'emivita plasmatica supera le 10 ore, ma può essere più lunga in caso di insufficienza renale. Il farmaco è metabolizzato in parte nel fegato, ma 2/3 circa della dose vengono eliminati in forma immodificata nelle urine in cui svolge il suo effetto farmacologico.

## Usi clinici
Indicato nel trattamento profilattico di calcolosi renale causata dall'attività delle ureasi batteriche e, come coadiuvante, nel trattamento di infezioni urinarie croniche.

## Dosi terapeutiche
È somministrato per via orale in dosi di 250 mg, 3-4 volte al giorno, fino a un massimo di 1,5 g al giorno. Nel bambino la dose giornaliera è di 10 mg/kg di peso corporeo.

## Effetti collaterali
Può provocare, nei soggetti con preesistente tromboflebite, accentuazione del quadro clinico. Inoltre, anemia emolitica, anemia da deficit di ferro, cefalea, disturbi gastrointestinali, alopecia, esantemi cutanei, tremori, ansietà e depressione.
Durante la terapia con acido acetoidrossamico occorre monitorare la crasi ematica e la funzione renale. Non deve essere impiegato in pazienti con danno renale acuto.
L'acido acetoidrossamico chela il ferro somministrato per via orale riducendo in tal modo l'assorbimento di entrambi. La somministrazione cronica concomitante del farmaco con alcool ha già causato esantema maculare non pruriginoso agli arti superiori e al viso.